# Mistrovství Evropy ve sportovním lezení 1996
Mistrovství Evropy ve sportovním lezení 1996 (anglicky: UIAA European Championship, francouzsky: Championnats d'Europe d'escalade) se uskutečnilo jako druhý ročník 28. ledna v Paříži pod hlavičkou UIAA, závodilo se pouze v lezení na obtížnost a rychlost..

## Průběh závodů

### Češi na ME
Šampionátu se zúčastnili čtyři muži a dvě ženy z České republiky.

### Výsledky mužů a žen
| obtížnost             | obtížnost                                | rychlost                                                                       | rychlost                                                                   |
| --------------------- | ---------------------------------------- | ------------------------------------------------------------------------------ | -------------------------------------------------------------------------- |
| muži                  | ženy                                     | muži                                                                           | ženy                                                                       |
| 1. Arnaud Petit       | 1. Liv Sansoz                            | 1. Andrej Vedenmeer                                                            | 1. Cécile Avezou                                                           |
| 2. François Petit     | 2. Laurence Guyon                        | 2. Mathieu Dutray                                                              | 2. Ameli Haager                                                            |
| 3. François Lombard   | 3. Stéphanie Bodet 3. Venera Čerešněvová | 3. Pavel Samoiline                                                             | 3. Kim Anthoni                                                             |
|                       |                                          |                                                                                |                                                                            |
| 4. Salavat Rachmetov  | —                                        | 4. Tomasz Oleksy                                                               | 4. Gry Hansen                                                              |
| 5. Luca Zardini       | 5. Muriel Sarkany                        | 5. Vladimir Něcvetajev 5. Kairat Rachmetov 5. Werner Thon 5. Vladimir Zacharov | 5. Olga Bibiková 5. Maja Piratinskaja 5. Renata Piszczek 5. Natalia Titova |
| 6. Cristian Brenna    | 6. Iva Hartmann                          | 5. Vladimir Něcvetajev 5. Kairat Rachmetov 5. Werner Thon 5. Vladimir Zacharov | 5. Olga Bibiková 5. Maja Piratinskaja 5. Renata Piszczek 5. Natalia Titova |
| 7. Elie Chevieux      | 7. Maja Sustar                           | 5. Vladimir Něcvetajev 5. Kairat Rachmetov 5. Werner Thon 5. Vladimir Zacharov | 5. Olga Bibiková 5. Maja Piratinskaja 5. Renata Piszczek 5. Natalia Titova |
| 8. Andreas Bindhammer | 8. Natalie Richer                        | 5. Vladimir Něcvetajev 5. Kairat Rachmetov 5. Werner Thon 5. Vladimir Zacharov | 5. Olga Bibiková 5. Maja Piratinskaja 5. Renata Piszczek 5. Natalia Titova |
|                       |                                          |                                                                                |                                                                            |
| 39.-42. Pavel Kořán   | 18. Barbara Stránská                     | 19. Tomáš Pilka                                                                | 16. Jitka Kuhngaberová                                                     |
| 53.-56. Tomáš Pilka   | 31.-32. Jitka Kuhngaberová               | 30. Pavel Kořán                                                                | —                                                                          |
| 57.-60. Marek Havlík  | —                                        | 35. Roman Štefánek                                                             | —                                                                          |
| 62. Roman Štefánek    | —                                        | —                                                                              | —                                                                          |
| ? finalistů           | ? finalistek                             | ? finalistů                                                                    | ? finalistek                                                               |
| ? semifinalistů       | ? semifinalistek                         | ? semifinalistů                                                                | ? semifinalistek                                                           |
| 63 mužů               | 39 žen                                   | 36 mužů                                                                        | 17 žen                                                                     |

### Medaile podle zemí
| pořadí | stát     | Zlatá medaile | Stříbrná medaile | Bronzová medaile | celkem |
| ------ | -------- | ------------- | ---------------- | ---------------- | ------ |
| 1.     | Francie  | 3             | 3                | 2                | 8      |
| 2.     | Ukrajina | 1             | 0                | 0                | 1      |
| 3.     | Německo  | 0             | 1                | 0                | 1      |
| 4.     | Rusko    | 0             | 0                | 1                | 1      |
| 4.     | Belgie   | 0             | 0                | 1                | 1      |

### Zúčastněné země
| 1.   | Francie            | Francie            | Ukrajina           | Francie  |
| 2.   | Rusko              | Rusko              | Francie            | Německo  |
| 3.   | Itálie             | Belgie             | Rusko              | Belgie   |
| 4.   | Švýcarsko          | Švýcarsko          | Polsko             | Norsko   |
| 5.   | Německo            | Slovinsko          | Kazachstán         | Rusko    |
| 6.   | Španělsko          | Itálie             | Německo            | Polsko   |
| 7.   | Slovensko          | Rakousko           | Norsko             | Ukrajina |
| 8.   | Nizozemsko         | Německo            | Spojené království | Česko    |
| 9.   | Kazachstán         | Spojené království | Bulharsko          | —        |
| 10.  | Belgie             | Česko              | Slovensko          | —        |
| 11.  | Spojené království | Španělsko          | Česko              | —        |
| 12.  | Slovinsko          | Polsko             | Belgie             | —        |
| 13.  | Norsko             | Nizozemsko         | Chorvatsko         | —        |
| 14.  | Ukrajina           | Chorvatsko         | —                  | —        |
| 15.  | Rakousko           | Norsko             | —                  | —        |
| 16.  | Polsko             | —                  | —                  | —        |
| 17.  | Bulharsko          | —                  | —                  | —        |
| 18.  | Česko              | —                  | —                  | —        |
| 19.  | Chorvatsko         | —                  | —                  | —        |
| (19) | 19                 | 15                 | 13                 | 8        |